# Lazar Carević
Lazar Carević (szerbül: Лазар Царевић; Cetinje, 1999. március 16. –) montenegrói válogatott labdarúgó, a Vojvodina játékosa.

## Pályafutása

### Klubcsapatokban
2015. április 25-én mutatkozott be a Grbalj sajátnevelésű játékosaként az első csapatban a Rudar Pljevlja ellen 2–0-ra elvesztett bajnoki mérkőzésen. Novemberben próbajátékon vett részt a német Bayern München csapatánál, előtte a Barcelona és az AFC Ajax is tesztelte. 2017. május 29-én jelentették be, hogy szerződtette a Barcelona B csapata. A 2017–18-as szezonban az U19-es csapattal megnyerték az UEFA Ifjúsági Ligát. 2018. szeptember 16-án mutatkozott be a második csapatban a Peralada ellen 0–0-ra végződő találkozón. 2020. július 7-én meghosszabbította szerződését 2023. június 30-ig. 2021. november 16-án a az első csapatban a kispadon kapott lehetőséget a Celta Vigo elleni bajnoki mérkőzésen. 2022. június 18-án három évre aláírt a szerb Vojvodina csapatához. Július 10-én mutatkozott be a Napredak Kruševac ellen 1–0-ra megnyert bajnoki mérkőzésen.

### A válogatottban
Többszörös montenegrói korosztályos válogatott labdarúgó. 2022. március 24-én mutatkozott be a felnőtt válogatottban Örményország ellen 1–0-ra elvesztett barátságos mérkőzésen, egy félidőt volt a pályán.

## Család
Édesapja Marko Carević montenegrói politikus, üzletember és labdarúgó elnök.

## Statisztika

### Klub
2023. április 26-i állapotnak megfelelően.
| Klub        | Szezon   | Bajnokság          | Bajnokság | Bajnokság | Kupa  | Kupa  | Nemzetközi | Nemzetközi | Összesen | Összesen |
| Klub        | Szezon   | Osztály            | Mérk.     | Gólok     | Mérk. | Gólok | Mérk.      | Gólok      | Mérk.    | Gólok    |
| ----------- | -------- | ------------------ | --------- | --------- | ----- | ----- | ---------- | ---------- | -------- | -------- |
| Grbalj      | 2014–15  | First League       | 6         | 0         | 0     | 0     | —          | —          | 6        | 3        |
| Grbalj      | 2015–16  | First League       | 27        | 0         | 3     | 4     | —          | —          | 6        | 0        |
| Grbalj      | 2016–17  | First League       | 31        | 0         | 7     | 0     | —          | —          | 38       | 0        |
| Grbalj      | Összesen | Összesen           | 64        | 0         | 10    | 0     | 0          | 0          | 74       | 0        |
| Barcelona B | 2018–19  | Segunda División B | 7         | 0         | 0     | 0     | —          | —          | 7        | 0        |
| Barcelona B | 2019–20  | Segunda División B | 4         | 0         | 0     | 0     | —          | —          | 4        | 0        |
| Barcelona B | 2020–21  | Segunda División B | 5         | 0         | 0     | 0     | —          | —          | 5        | 0        |
| Barcelona B | 2021–22  | Segunda División B | 9         | 0         | 0     | 0     | —          | —          | 9        | 0        |
| Barcelona B | Összesen | Összesen           | 25        | 0         | 0     | 0     | 0          | 0          | 25       | 0        |
| Barcelona   | 2021–22  | La Liga            | 0         | 0         | 0     | 0     | 0          | 0          | 0        | 0        |
| Barcelona   | Összesen | Összesen           | 0         | 0         | 0     | 0     | 0          | 0          | 0        | 0        |
| Vojvodina   | 2022–23  | Super liga Srbije  | 30        | 0         | 1     | 0     | —          | —          | 31       | 0        |
| Vojvodina   | Összesen | Összesen           | 30        | 0         | 1     | 0     | 0          | 0          | 31       | 0        |
| Összesen    | Összesen | Összesen           | 119       | 0         | 11    | 0     | 0          | 0          | 130      | 0        |

### Válogatott
2022. november 17-i állapotnak megfelelően.
| Montenegró | Montenegró | Montenegró |
| Év         | Mérk.      | Gólok      |
| ---------- | ---------- | ---------- |
| 2022       | 2          | 0          |
| 2023       | 0          | 0          |
| Összesen   | 2          | 0          |

## Sikerei, díjai
- Barcelona U19
  - UEFA Ifjúsági Liga: 2017–2018